# Hydriomena musga
Hydriomena musga är en fjärilsart som beskrevs av William Schaus 1901. Hydriomena musga ingår i släktet Hydriomena och familjen mätare. Inga underarter finns listade i Catalogue of Life.